# Ivona Pleskonja
Ivona Pleskonja (Beograd, 1974) srpska je slikarka. Članica je ULUS-a sa statusom slobodne umetnice od 1998. godine.

## Biografija
Rođena 16. oktobra 1974. godine u Beogradu. Fakultet likovnih umetnosti u Beogradu, Odsek slikarstvo upisala 1993. godine kao redovan student u klasi profesorke Anđelke Bojović. Diplomirala je 1998. godine i magistrirala 2001. godine na Fakultetu likovnih umetnosti u Beogradu, Odsek slikarstvo, kod iste profesorke. Doktorirala 2017. godine na Fakultetu likovnih umetnosti u Beogradu, Odsek slikarstvo, kod profesora Dimitrija Pecića.
Bila stipendista fonda Madlena Janković kao mladi talenat.

## Radno iskustvo
- Od 2000. godine aktivno se bavi umetničkim pedagoškim radom, vodi kreativne radionice za decu, kao i pripreme za likovnu, primenjenu akademiju i srednje umetničke škole u zemlji inostranstvu.
- 2002. Radila za humanitarni ”, uvod u psihodramu i art terapiju, kao asistent dr Dušanu Potkonjaku.
- 2003. Radila volonterski kao art terapeut u okviru .
- 2004/2005. Vodila multimedijalnu kreativnu radionicu za mlade u Galeriji O3ON, Andrićev venac 12, Beograd.
- 2005. Radila kao profesor likovne kulture u OŠ „Mladost”, Novi Beograd.
- 2006. Radila na filmu „Klopka”, Srdana Golubovića kao likovni saradnik.
- 2006. Radila kao profesor likovne kulture u OŠ „Mladost”, Novi Beograd.
- 2006. Radila na filmu „Zakopano blago”, Jelene Marković kao Art direktor.
- 2010. Angažovana kao likovni koautor u knjizi „Psihodrama Grupna Psihoterapija” koju piše dr Dušan Potkonjak, psihijatar, trener BPA i glavni trener SPA Moreno.
- 2011. Vodila likovnu radionicu kao art terapeut na Institutu za psihijatriju u Pasterovoj, Beograd.
- 2012. Radila kao demonstrator na Fakultetu likovnih umetnosti u Beogradu, u klasi profesora Velizara Krstića, na odseku slikarstvo i na taj način pomagala u nastavi studenata 3. 4. i 5. godine studija slikartsva.
- 2013. Radila ilustracije za udžbenike za 3. i 4. razred osnovne škole preko izdavačke kuće Novi logos.

## Samostalne izložbe
- 2023.

Galerija štab, Stvaranje svetla / Nežni smo rodjeni, Beograd
- 2022.

Galerija štab, 11 Snaga, Beograd
- 2020.

Zgrada Skyline / spoljna fasada / mural, Life, Beograd
- 2019.

Nacionalna Galerija, 11 Snaga, Beograd
Izlog FLU, 11 Snaga, Beograd
Galerija Centra za grafiku FLU, 11 Snaga, Beograd
- 2018.

Muzej i Galerija Tivat, Deca Sunca, Tivat
- 2016.

Likovna Galerija Doma kulture, Jaki ljudi, Prijepolje
- 2015.

Galerija Kulturnog centra, Deca Sunca, Požega
BLOK Galerija, Vremenske stanice, Beograd
- 2014.

Likovna galerija Kulturnog centra, Deca Sunca, Beograd
Galerija Centra za grafiku FLU, Deca Sunca, Beograd
- 2012.

Likovni salon Kulturnog centra, Duh, Novi Sad
- 2011.

Galerija ULUS, Duh, Beograd
- 2009.

Galerija Arte, Jedan svet, Beograd
- 2007.

Galerija Rothamel, Belgrade Double, Erfurt, Nemačka
Nacionalna Galerija, Izvor, Beograd
Galerija Beograd, Heroji, Beograd
- 2003.

Galerija školskog internacionalnog centra “Jelena Anžujska”, Le Soleil, Pariz
- 2002.

Galerija Pesak, Zimska čarolija, Beograd
- 2001.

Galerija FLU, magistarska izložba Pogled, Beograd
- 2000.

Galerija FLU, Prvo svetlo, Beograd
- 1998.

Izlog FLU, Taki, Beograd

## Grupne izložbe
- 2022.

Jesenji salon, Paviljon Cvijeta Zuzorić, Beograd
- 2020.

Čukarički likovni salon, Galerija 73, Beograd
Akt, Galerija X Vitamin, Beograd
- 2019.

Majska izložba grafika beogradskog kruga, ULUS Galerija, Beograd
- 2018.

INTERBIFEP, Tuzla
Bijenale minijature, Gornji Milanovac
- 2017.

, New Moment Galerija, Beograd
Jesenji salon, Paviljon Cvijeta Zuzorić, Beograd
Akvizicije Ministarstva kulture, Sportsko – kulturni centar, Obrenovac
- 2016.

Novembarski salon, Kraljevo
ART MARKET, Budimpešta
- 2015.

ART MARKET, Budimpešta
Kolonija Mileševa, Dom kulture, Prijepolje
- 2014.

 Grafika, Nacionalna Galerija, Beograd
- 2013.

Dani mađarskog slikarstva, Srpki paviljon / srpsko savremeno slikarstvo, Budimpešta
Izložba 2, Galerija opštine Vračar, Beograd
Majska izložba grafika beogradskog kruga, Galerija Grafički kolektiv, Beograd
Sopoćanska viđenja, Mala Galerija Medija Centra Odbrana, Beograd
- 2012.

Kolonija Sopoćanska viđenja, Novi Pazar
Jesenja izložba, Paviljon Cvijeta Zuzorić, Beograd
- 2011.

Umetnost Prvi dah života, Narodni muzej, Beograd
Objekti i radovi na papiru III, Galerija Beograd, Beograd
- 2010.

NAF, Niš
- 2008.

Balkan Art Fluxion, Amsterdam
- 2007.

Objekti i radovi na rapiru II, Galerija Beograd, Beograd
Bijenale crteža i male plastike, Paviljon Cvijeta Zuzorić, Beograd
- 2006.

Kolonija Sv. Rafailo Deronjski, Deronje
- 2005.

Revijalna izložba članova ULUS-a, Paviljon Cvijeta Zuzorić Kalemegdan, Beograd
Izmeštanje, Galerija Zvono, Beograd
“Aukcija” u organizaciji Madl’Art, Paviljon Cvijeta Zuzorić Kalemegdan,  Beograd
Amazonke, Galerija SKC, Beograd
Total Art Sale, Galerija SULUJ, Beograd
Vino, Paviljon Cvijeta Zuzorić Kalemegdan, Beograd
- 2004.

Imaginarni Grad, Reed Collage, Portland, USA
BELEF, Kalemegdan, Beograd
Izmeštanje, Kolonija Kalenić
Jesenji salon, Paviljon Cvijeta Zuzorić Kalemegdan, Beograd
- 2003.

BELEF, Kalemegdan, Beograd
- 2002.

Vaterpolo, Galerija ULUS, Beograd
Evinost, Galerija “Pesak”, Beograd
Voda Vazduh, Klub “Skalar”,  Beograd
V jugoslovenski likovni bijenale mladih, Vršac
Izložba fotografija, galerija ARTGET KCB, Beograd
- 2001.

Aukcija slika, Skupština grada Beograda, Beograd
Prodajna izložba članova ULUS-a, Galerija ULUS, Beograd
Novembarsko proleće, Galerija “Paleta” KCB, Beograd
Majska izložba Sartid, Galerija muzeja, Smederevo
- 2000.

Insomnija, Galerija SULUJ, Beograd
 Jugoslovensko likovno bijenale mladih, Vršac
- 1999.

Paviljon Cvijeta Zuzorić, Beograd
 Hercegnovski zimski salon, Herceg Novi
Portret, NU Braća Stamenković, Beograd
Novoprimljeni članovi ULUS-a, Paviljon Cvijeta Zuzorić, Beograd
Izložba u okviru slikarske kolonije, Pinakoteka, Lamia, Grčka
- 1998.

27. izložba crteža studenata FLU, Galerija Doma omladine,  Beograd
 Jugoslovensko llikovno bijenale mladih, Vršac
 OKTOBARSKI SALON, Beograd
- 1997.

26. izložba crteža studenata FLU, Galerija Doma omladine, Beograd
Izložba nagrađenih studenata FLU, Galerija FLU, Beograd
- 1996.

Telo, Galerija FLU, Beograd
25. izložba crteža studenata FLU, Galerija Doma omladine, Beograd
Matićevi dani, Dom VJ, Ćuprija
- 1995.

Izložba u okviru Međunarodne slikarske kolonije, Didimoteihon, Grčka
24. izložba crteža studenata FLU, Galerija Doma Omladine, Beograd
- 1994.

Izložba nagrađenih studenata FLU, Galerija FLU,  Beograd
Kolonija akvarela, Ečka

## Kolekcije
- 2020. Privatna kolekcija Aleksić
- 2020. Privatna kolekcija porodice Medan
- 2018. Privatna kolekcija Beko
- 2017. Narodni muzej Zaječar
- 2016. Kulturni centar Obrenovac
- 2015. Kolekcija hotela Marriott
- 2015. Kulturni centar Požega
- 2009. Kolekcija Galerije Arte, Beograd
- 2007. Kolekcija FITEX, Beograd
- 2006. Kolekcija Muzeja grada Beograda, Beograd
- 1999. Kolekcija Pinakoteke, Lamia, Grčka

## Nagrade i priznanja
- 2016. III nagrada Novembarskog salona, Kraljevo
- 2007. Telenorova nagrada za idejno rešenje
- 2002. III nagrada za fotografiju, iz Fonda BS Procesor, Beograd
- 1997. Nagrada za najbolji crtež iz Fonda FLU
- 1994. Nagrada za najbolju studiju iz Fonda FLU

## Spoljašnje veze
- Званични веб-сајт
- „INTERVJU: IVONA PLESKONJA”. RYL magazin. Приступљено 6. 3. 2023.
- „Ivona Pleskonja: Biram da živim i stvaram baš ovde u našem divnom Beogradu”. Nova. Приступљено 6. 3. 2023.